# Copa América Feminina de 2022
A Copa América Feminina de 2022 foi a nona edição do principal campeonato de seleções de futebol feminino da América do Sul, que ocorreu entre 8 e 30 de julho na Colômbia. A edição também foi classificatória para a Copa do Mundo de Futebol Feminino de 2023, para os Jogos Pan-Americanos de 2023 e também para os Jogos Olímpicos de Verão de 2024.
O Brasil, que havia vencido as últimas três edições, foi campeão novamente, faturando seu quarto título consecutivo. Após esta edição, a competição passará a ser realizada a cada dois anos. As brasileiras mantiveram a sua hegemonia no torneio ao vencer a anfitriã Colômbia na final por 1–0, acumulando seu oitavo título continental.

## Fórmula de disputa
Na primeira fase, as dez equipes participantes foram divididas em dois grupos de cinco equipes cada. Cada equipe enfrenta as quatro adversárias dentro do grupo. As duas melhores equipes de cada grupo avançam para as semifinais. As equipes que finalizaram em terceiro lugar em cada um dos grupos disputaram a partida pelo quinto lugar.
A partir da fase final, além da definição do título a posição final de cada seleção vale a qualificação para as seguintes competições internacionais:
- Copa do Mundo Feminina Austrália/Nova Zelândia 2023: as três melhores equipes se classificam direto, a quarta e quinta colocadas para o play-off intercontinental.

- Jogos Olímpicos Paris 2024: as duas equipes finalistas se classificam direto.

- Jogos Pan-Americanos Santiago 2023: as seleções que terminarem em terceiro, quarto e quinto lugar na fase final avançam diretamente, além do Chile que se classifica automaticamente como anfitrião.

## Sedes
Em dezembro de 2021, a Confederação Sul-Americana de Futebol anunciou a realização do torneio em três cidades: Cali, Bucaramanga e Armênia. A fase final foi disputada em Bucaramanga.
| Armênia Cáli BucaramangaCopa América Feminina de 2022 (Colômbia) | Armênia Cáli BucaramangaCopa América Feminina de 2022 (Colômbia) | Cáli                              | Armênia            |
| Armênia Cáli BucaramangaCopa América Feminina de 2022 (Colômbia) | Armênia Cáli BucaramangaCopa América Feminina de 2022 (Colômbia) | Estádio Olímpico Pascual Guerrero | Estádio Centenário |
| Armênia Cáli BucaramangaCopa América Feminina de 2022 (Colômbia) | Armênia Cáli BucaramangaCopa América Feminina de 2022 (Colômbia) | Capacidade: 35 405                | Capacidade: 20 716 |
| Armênia Cáli BucaramangaCopa América Feminina de 2022 (Colômbia) | Armênia Cáli BucaramangaCopa América Feminina de 2022 (Colômbia) |                                   |                    |
| Armênia Cáli BucaramangaCopa América Feminina de 2022 (Colômbia) | Armênia Cáli BucaramangaCopa América Feminina de 2022 (Colômbia) | Bucaramanga                       |                    |
| Armênia Cáli BucaramangaCopa América Feminina de 2022 (Colômbia) | Armênia Cáli BucaramangaCopa América Feminina de 2022 (Colômbia) | Estádio Alfonso López             |                    |
| Armênia Cáli BucaramangaCopa América Feminina de 2022 (Colômbia) | Armênia Cáli BucaramangaCopa América Feminina de 2022 (Colômbia) | Capacidade: 28 000                |                    |
| Armênia Cáli BucaramangaCopa América Feminina de 2022 (Colômbia) | Armênia Cáli BucaramangaCopa América Feminina de 2022 (Colômbia) |                                   |                    |

## Seleções participantes
Todas as dez seleções nacionais membros da CONMEBOL entraram no torneio.
| Equipe              | Participação | Melhor desempenho                                  | Ranking da FIFA1 |
| ------------------- | ------------ | -------------------------------------------------- | ---------------- |
| Argentina           | 8.ª          | Campeã (2006)                                      | 35.º             |
| Bolívia             | 8.ª          | 5.º lugar (1995)                                   | 91.º             |
| Brasil              | 9.ª          | Campeã (1991, 1995, 1998, 2003, 2010, 2014 e 2018) | 9.º              |
| Chile               | 9.ª          | Vice-campeã (1991 e 2018)                          | 38.º             |
| Colômbia (anfitriã) | 7.ª          | Vice-campeã (2010 e 2014)                          | 28.º             |
| Equador             | 8.ª          | 3.º lugar (2014)                                   | 68.º             |
| Paraguai            | 7.ª          | 4.º lugar (2006)                                   | 50.º             |
| Peru                | 7.ª          | 3.º lugar (1998)                                   | 66.º             |
| Uruguai             | 7.ª          | 3.º lugar (2006)                                   | 71.º             |
| Venezuela           | 8.ª          | 3.º lugar (1991)                                   | 52.º             |

1Antes da competição.

## Sorteio
Em 7 de abril de 2022, o sorteio dos grupos foi realizado em Assunção, no Paraguai.
A distribuição das equipes através dos potes se deu por pares estabelecidos de acordo com a colocação final na edição anterior. Foi decidido previamente que a Colômbia seria o cabeça de chave do Grupo A (país sede) e o Brasil do Grupo B (campeão vigente).
|        | Cabeça de chave             | Pote 1              | Pote 2                 | Pote 3              | Pote 4           |
| ------ | --------------------------- | ------------------- | ---------------------- | ------------------- | ---------------- |
| Grupos | - Colômbia (A) - Brasil (B) | - Chile - Argentina | - Paraguai - Venezuela | - Bolívia - Uruguai | - Peru - Equador |

## Arbitragem
As árbitras e assistentes para o torneio foram definidos em 8 de junho.
| Federação | Árbitra               | Assistentes                      |
| --------- | --------------------- | -------------------------------- |
| AFA       | María Laura Fortunato | Mariana de Almeida Daiana Milone |
| FBF       | Adriana Farfán        | Liliana Bejarano Inés Choque     |
| CBF       | Edina Alves           | Neuza Back Leila Moreira         |
| FFCH      | María Carvajal        | Cindy Nahuelcoy Loreto Toloza    |
| FCF       | María Victoria Daza   | Nataly Arteaga Eliana Ortiz      |
| FEF       | Susana Corella        | Mónica Amboya Viviana Segura     |

| Federação | Árbitra           | Assistentes                               |
| --------- | ----------------- | ----------------------------------------- |
| APF       | Zulma Quiñónez    | Laura Miranda Nadia Weiler                |
| FPF       | Elizabeth Tintaya | Gabriela Moreno Vera Yupanqui             |
| AUF       | Anahí Fernández   | Luciana Mascaraña Adela Sánchez           |
| FVF       | Yercinia Correa   | Laura Cárdenas Thaity Dugarte             |
| UEFA      | POR Sandra Braz   | POR Andreia Souza ESP Rita Cabañero Mompó |

## Primeira fase
Todas as partidas seguem o fuso horário da Colômbia (UTC−5).

### Grupo A
| Seleção  | Pts | J | V | E | D | GP | GC | SG  |
| -------- | --- | - | - | - | - | -- | -- | --- |
| Colômbia | 12  | 4 | 4 | 0 | 0 | 13 | 3  | +10 |
| Paraguai | 9   | 4 | 3 | 0 | 1 | 9  | 7  | +2  |
| Chile    | 6   | 4 | 2 | 0 | 2 | 9  | 8  | +1  |
| Equador  | 3   | 4 | 1 | 0 | 3 | 9  | 7  | +2  |
| Bolívia  | 0   | 4 | 0 | 0 | 4 | 1  | 16 | –15 |

| 8 de julho | Bolívia            | 1 – 6     | Equador                                                                         | Estádio Olímpico Pascual Guerrero, Cáli |
| 16:00      | É. Salvatierra 59' | Relatório | Bolaños 19', 90+4' · Pesántez 37' · Aguirre 41' · Lattanzio 70' · Espinales 76' | Árbitro: URU Anahí Fernández            |

| 8 de julho | Colômbia                                     | 4 – 2     | Paraguai                    | Estádio Olímpico Pascual Guerrero, Cáli |
| 19:00      | Montoya 22', 59' · Ramírez 33' · Vanegas 82' | Relatório | J. Martínez 27' · Gauto 90' | Árbitro: BRA Edina Alves                |

| 11 de julho | Paraguai                                      | 3 – 2     | Chile                   | Estádio Olímpico Pascual Guerrero, Cáli |
| 16:00       | Fernández 3' · J. Martínez 12' · Sandoval 56' | Relatório | Pardo 34' · Acuña 90+2' | Árbitro: VEN Yercinia Correa            |

| 11 de julho | Bolívia | 0 – 3     | Colômbia                                       | Estádio Olímpico Pascual Guerrero, Cáli |
| 19:00       |         | Relatório | Santos 21' · Morales 70' (g.c.) · D. Arias 78' | Árbitro: PER Elizabeth Tintaya          |

| 14 de julho | Paraguai                        | 2 – 0     | Bolívia | Estádio Olímpico Pascual Guerrero, Cáli |
| 16:00       | R. Martínez 10' · Fernández 71' | Relatório |         | Árbitro: URU Anahí Fernández            |

| 14 de julho | Chile                | 2 – 1     | Equador     | Estádio Olímpico Pascual Guerrero, Cáli |
| 19:00       | Sáez 40' · Acuña 76' | Relatório | Aguirre 78' | Árbitro: BRA Edina Alves                |

| 17 de julho | Chile                                                                    | 5 – 0     | Bolívia | Estádio Olímpico Pascual Guerrero, Cáli |
| 16:00       | Lara 7', 45+1' · É. Salvatierra 14' (g.c.) · Y. López 17' · Valencia 76' | Relatório |         | Árbitro: PER Elizabeth Tintaya          |

| 17 de julho | Equador      | 1 – 2     | Colômbia                  | Estádio Olímpico Pascual Guerrero, Cáli |
| 19:00       | Charcopa 34' | Relatório | Ramírez 30' · Caicedo 45' | Árbitro: ARG María Laura Fortunato      |

| 20 de julho | Colômbia                                           | 4 – 0     | Chile | Estádio Centenário, Armênia  |
| 19:00       | Usme 4' · D. Arias 11' · Vanegas 37' · Salazar 41' | Relatório |       | Árbitro: URU Anahí Fernández |

| 20 de julho | Equador    | 1 – 2     | Paraguai                         | Estádio Olímpico Pascual Guerrero, Cáli |
| 19:00       | Real 45+1' | Relatório | J. Martínez 30' · Chamorro 90+1' | Árbitro: VEN Yercinia Correa            |

### Grupo B
| Seleção   | Pts | J | V | E | D | GP | GC | SG  |
| --------- | --- | - | - | - | - | -- | -- | --- |
| Brasil    | 12  | 4 | 4 | 0 | 0 | 17 | 0  | +17 |
| Argentina | 9   | 4 | 3 | 0 | 1 | 10 | 4  | +6  |
| Venezuela | 6   | 4 | 2 | 0 | 2 | 3  | 5  | –2  |
| Uruguai   | 3   | 4 | 1 | 0 | 3 | 6  | 9  | –3  |
| Peru      | 0   | 4 | 0 | 0 | 4 | 0  | 18 | –18 |

| 9 de julho | Uruguai | 0 – 1     | Venezuela       | Estádio Centenário, Armênia      |
| 16:00      |         | Relatório | Castellanos 78' | Árbitro: COL María Victoria Daza |

| 9 de julho | Brasil                                                   | 4 – 0     | Argentina | Estádio Centenário, Armênia |
| 19:00      | Adriana 28', 58' · Bia Zaneratto 36' (pen) · Debinha 87' | Relatório |           | Árbitro: CHI María Carvajal |

| 12 de julho | Uruguai | 0 – 3     | Brasil                           | Estádio Centenário, Armênia |
| 16:00       |         | Relatório | Adriana 32', 48' · Debinha 45+2' | Árbitro: PAR Zulma Quiñónez |

| 12 de julho | Argentina                                                  | 4 – 0     | Peru | Estádio Centenário, Armênia |
| 19:00       | Rodríguez 18' · Bonsegundo 52' · Stábile 62' · Lonigro 84' | Relatório |      | Árbitro: ECU Susana Corella |

| 15 de julho | Argentina                                            | 5 – 0     | Uruguai | Estádio Centenário, Armênia      |
| 16:00       | Banini 43' · Rodríguez 51', 64', 69' · Stábile 90+5' | Relatório |         | Árbitro: COL María Victoria Daza |

| 15 de julho | Peru | 0 – 2     | Venezuela                    | Estádio Centenário, Armênia |
| 19:00       |      | Relatório | Castellanos 39' · Altuve 64' | Árbitro: POR Sandra Braz    |

| 18 de julho | Venezuela | 0 – 4    | Brasil                                                | Estádio Centenário, Armênia |
| 16:00       |           | Reltório | Bia Zaneratto 22' · Ary Borges 51' · Debinha 58', 65' | Árbitro: PAR Zulma Quiñónez |

| 18 de julho | Peru | 0 – 6     | Uruguai                                                             | Estádio Centenário, Armênia |
| 19:00       |      | Relatório | Pa. González 51', 76' · Aquino 58' · Pizarro 61', 89' · Velazco 66' | Árbitro: BOL Adriana Farfán |

| 21 de julho | Brasil                                                                                              | 6 – 0     | Peru | Estádio Olímpico Pascual Guerrero, Cáli |
| 19:00       | Duda 1' · Duda Sampaio 17' · Geyse 41' · Duda Santos 44' (pen) · Fê Palermo 48' · Adriana 50' (pen) | Relatório |      | Árbitro: ECU Susana Corella             |

| 21 de julho | Venezuela | 0 – 1     | Argentina      | Estádio Centenário, Armênia |
| 19:00       |           | Relatório | Bonsegundo 63' | Árbitro: POR Sandra Braz    |

## Fase final
Todas as partidas seguem o fuso horário da Colômbia (UTC−5).
|  | Semifinais                | Semifinais                |   |                       | Final                     | Final |  |
|  |                           |                           |   |                       |                           |       |  |
|  | 25 de julho – Bucaramanga |                           |   |                       |                           |       |  |
|  | Colômbia                  | 1                         |   |                       |                           |       |  |
|  | Argentina                 | 0                         |   |                       |                           |       |  |
|  |                           |                           |   |                       |                           |       |  |
|  |                           |                           |   |                       | 30 de julho – Bucaramanga |       |  |
|  |                           |                           |   |                       | Colômbia                  | 0     |  |
|  |                           | Brasil                    | 1 |                       |                           |       |  |
|  |                           |                           |   |                       |                           |       |  |
|  |                           |                           |   |                       |                           |       |  |
|  |                           |                           |   |                       | Terceiro lugar            |       |  |
|  | 26 de julho – Bucaramanga | 26 de julho – Bucaramanga |   | 29 de julho – Armênia | 29 de julho – Armênia     |       |  |
|  | Brasil                    | 2                         |   | Argentina             | 3                         |       |  |
|  | Paraguai                  | 0                         |   |                       | Paraguai                  | 1     |  |

### Disputa pelo quinto lugar
| 24 de julho | Chile      | 1 – 1 (pro) | Venezuela         | Estádio Centenário, Armênia |
| 19:00       | Zamora 65' | Relatório   | Castellanos 90+2' | Árbitro: BRA Edina Alves    |

|                                      |       | Penalidades                    |  |
| Lara Araya Zamora Balmaceda Guerrero | 4 – 2 | Castellanos Moreno Altuve Viso |  |

### Semifinal
| 25 de julho | Colômbia    | 1 – 0     | Argentina | Estádio Alfonso López, Bucaramanga |
| 19:00       | Caicedo 63' | Relatório |           | Árbitro: CHI María Carvajal        |

| 26 de julho | Brasil                             | 2 – 0     | Paraguai | Estádio Alfonso López, Bucaramanga |
| 19:00       | Ary Borges 16' · Bia Zaneratto 28' | Relatório |          | Árbitro: URU Anahí Fernández       |

### Disputa pelo terceiro lugar
| 29 de julho | Argentina                             | 3 – 1     | Paraguai         | Estádio Centenário, Armênia      |
| 19:00       | Rodríguez 78', 90+1' · Bonsegundo 90' | Relatório | Núñez 39' (g.c.) | Árbitro: COL María Victoria Daza |

### Final
| 30 de julho | Colômbia | 0 – 1     | Brasil            | Estádio Alfonso López, Bucaramanga |
| 19:00       |          | Relatório | Debinha 39' (pen) | Árbitro: ARG María Laura Fortunato |

## Artilharia
6 gols (1)
- ARG Yamila Rodríguez

5 gols (2)
- BRA Adriana
- BRA Debinha

3 gols (4)
- ARG Florencia Bonsegundo
- BRA Bia Zaneratto
- PAR Jessica Martínez
- VEN Deyna Castellanos

2 gols (14)
- ARG Eliana Stábile
- BRA Ary Borges
- CHI Francisca Lara
- CHI Yenny Acuña
- COL Daniela Arias
- COL Daniela Montoya
- COL Linda Caicedo
- COL Manuela Vanegas
- COL Mayra Ramírez
- ECU Marthina Aguirre
- ECU Nayely Bolaños
- PAR Rebeca Fernández
- URU Esperanza Pizarro
- URU Pamela González

1 gol (28)
- ARG Érica Lonigro
- ARG Estefanía Banini
- BOL Érika Salvatierra
- BRA Duda
- BRA Duda Sampaio
- BRA Duda Santos
- BRA Fê Palermo
- BRA Geyse
- CHI Camila Sáez
- CHI Daniela Pardo
- CHI Daniela Zamora
- CHI Mary Valencia
- CHI Yessenia López
- COL Catalina Usme
- COL Leicy Santos
- COL Liana Salazar
- ECU Danna Pesántez
- ECU Giannina Lattanzio
- ECU Joselyn Espinales
- ECU Kerlly Real
- ECU Nicole Charcopa
- PAR Fabiola Sandoval
- PAR Fany Gauto
- PAR Lice Chamorro
- PAR Ramona Martínez
- URU Belén Aquino
- URU Ximena Velazco
- VEN Oriana Altuve

Gols contra (3)
- ARG Romina Núñez (para o Paraguai)
- BOL Ericka Morales (para a Colômbia)
- BOL Érika Salvatierra (para o Chile)

## Classificação final
A classificação final é determinada através da fase em que a seleção alcançou e a sua pontuação, levando em conta os critérios de desempate.
| Pos. | Seleção   | Pts | J | V | E | D | GP | GC | SG  | Status                                                            |
| ---- | --------- | --- | - | - | - | - | -- | -- | --- | ----------------------------------------------------------------- |
| 1    | Brasil    | 18  | 6 | 6 | 0 | 0 | 20 | 0  | +20 | Classificada ao Mundial de 2023 e aos Jogos Olímpicos de 2024     |
| 2    | Colômbia  | 15  | 6 | 5 | 0 | 1 | 14 | 4  | +10 | Classificada ao Mundial de 2023 e aos Jogos Olímpicos de 2024     |
| 3    | Argentina | 12  | 6 | 4 | 0 | 2 | 13 | 6  | +7  | Classificada ao Mundial de 2023 e ao Pan de 2023                  |
| 4    | Paraguai  | 9   | 6 | 3 | 0 | 3 | 10 | 12 | –2  | Classificada à repescagem do Mundial e ao Pan de 2023             |
| 5    | Chile     | 7   | 5 | 2 | 1 | 2 | 10 | 9  | +1  | Classificada à repescagem do Mundial e ao Pan de 2023 (anfitrião) |
| 6    | Venezuela | 7   | 5 | 2 | 1 | 2 | 4  | 6  | –2  | Classificada ao Pan de 2023                                       |
| 7    | Equador   | 3   | 4 | 1 | 0 | 3 | 9  | 7  | +2  | Eliminadas na primeira fase                                       |
| 8    | Uruguai   | 3   | 4 | 1 | 0 | 3 | 6  | 9  | –3  | Eliminadas na primeira fase                                       |
| 9    | Bolívia   | 0   | 4 | 0 | 0 | 4 | 1  | 16 | –15 | Eliminadas na primeira fase                                       |
| 10   | Peru      | 0   | 4 | 0 | 0 | 4 | 0  | 18 | –18 | Eliminadas na primeira fase                                       |

## Direitos de transmissão
Pela Colômbia, 11 emissoras de televisão transmitiram a Copa América Feminina, sendo um recorde de cobertura em relação aos anos anteriores. No Brasil, de forma inédita, SBT e SporTV realizaram a cobertura.